# Moskiewskie Stowarzyszenie Pisarzy Proletariackich
Moskiewskie Stowarzyszenie Pisarzy Proletariackich (ros. Moskowskaja Assocyacyja Proletarskich Pisatielej, MAPP) – radziecka organizacja pisarzy założona w 1923.
Organizacja powstała na konferencji Proletkultu w Moskwie w marcu 1923. W jej działalność włączyły się grupy literackie jak Oktjabr (Październik), Mołodaja gwardija (Młoda Gwardia), Raboczaja Wiesna (Wagranka). We władzach organizacji znaleźli się m.in. Aleksandr Biezymienski, Alieksiej Dorogojczenko, G. Lelewicz, Siemion Rodow, Jurij Libiedinski, Walerij Pletniow, Leopold Awerbach. Podstawą programową organizacji stała się deklaracja grupy Oktjabr. Stowarzyszenie prezentowało skrajne poglądy w zakresie literatury proletariackiej.
Organem stowarzyszenia było pismo „Na postu” (1923–1925), które występowało z ostrą krytyką innych radzieckich grup literackich jak Pierewał czy LEF. W 1924 zaczęło ukazywać się kolejne czasopismo związane z członkami władz MAPP – „Oktjabr”.
Stowarzyszenie dążyło do objęcia wiodącej roli w ówczesnym radzieckim życiu literakim. Liderzy MAPP objęli istotne funkcje we Wszechrosyjskim/Wszechzwiązkowym Stowarzyszeniu Pisarzy Proletariackich. Na tle światopoglądowym nastąpiły jednak w organizacji konflikty. Pismo „Na postu” zostało uznane za niezgodne z linią partii i zamknięte, zaś grupę działaczy pod przewodnictwem Rodionowa wykluczono z władz organizacji.